# Pseudopanurgus rudbeckiae
Pseudopanurgus rudbeckiae är en biart som först beskrevs av Robertson 1895.  Pseudopanurgus rudbeckiae ingår i släktet Pseudopanurgus och familjen grävbin. Inga underarter finns listade i Catalogue of Life.

## Bildgalleri

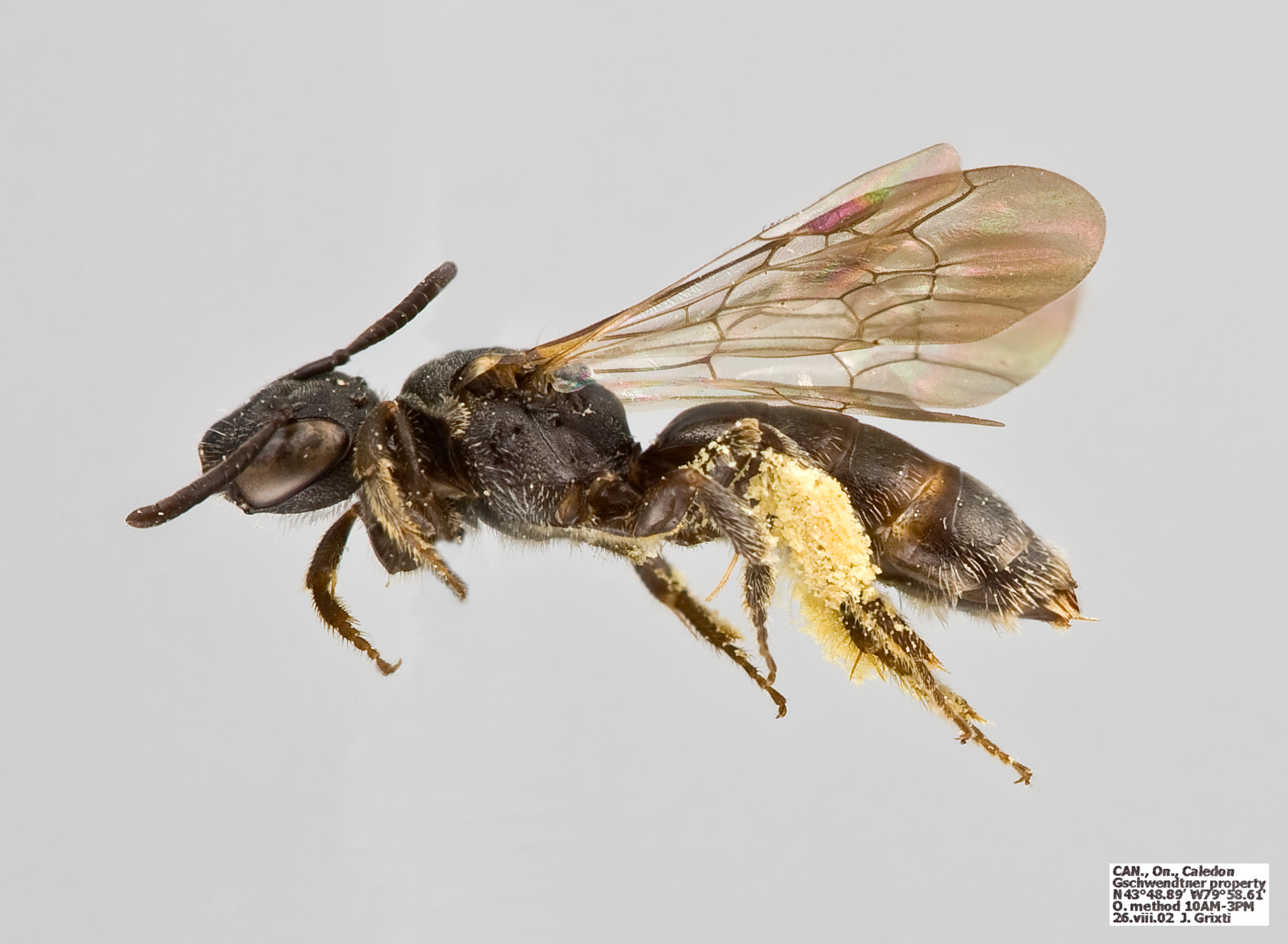
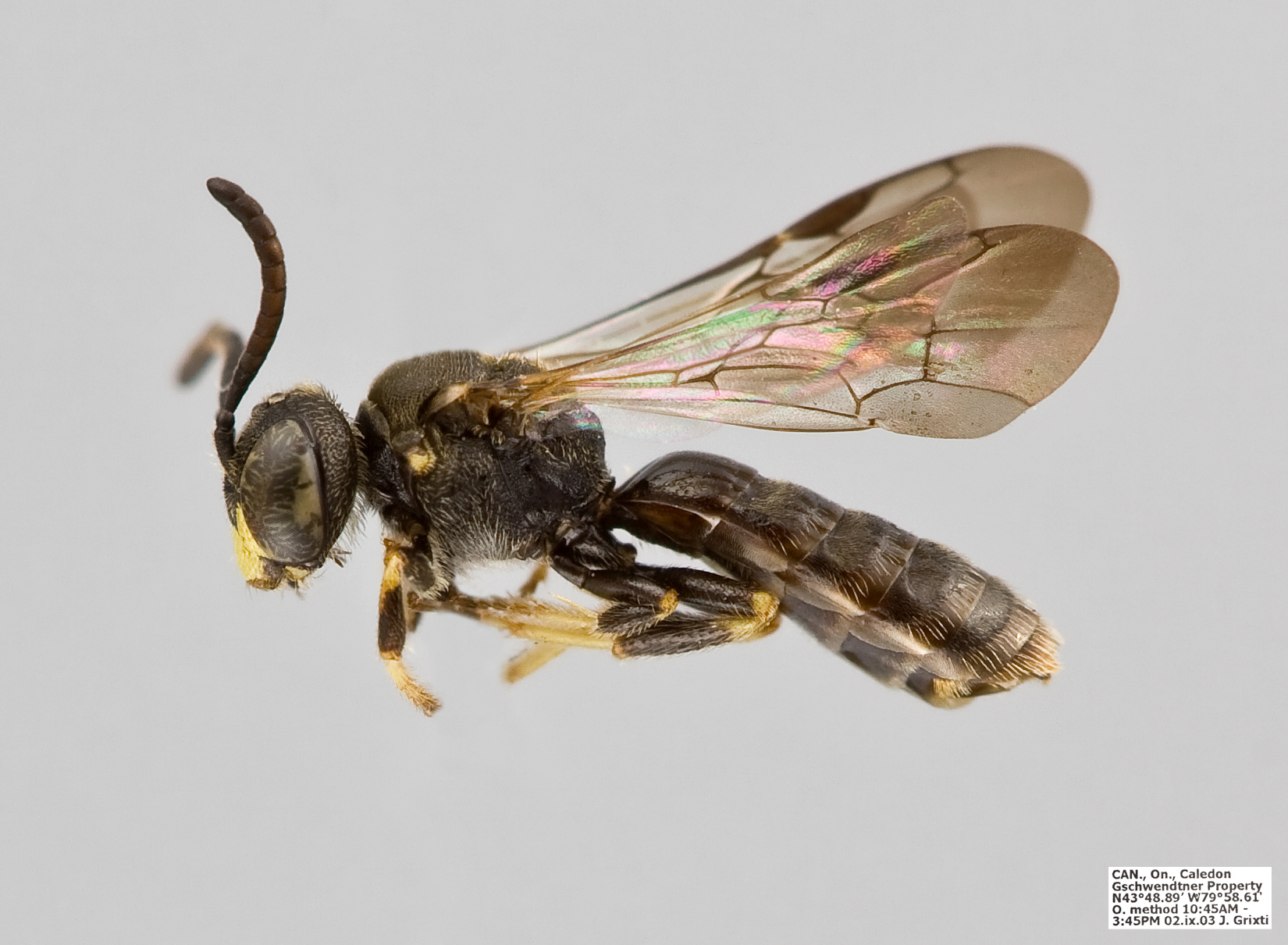